# Ascetosporea
Az Ascetosporea állatok, elsősorban tengeri gerinctelenek eukarióta parazitáinak kládja. A Haplosporidia és a Paramyxida bár morfológiailag nem hasonlítanak jelentősen, molekuláris fákon együtt vannak, így az Endomyxa alapja közelében vannak. Spórái nem rendelkeznek a hasonló csoportokban lévő összetett szerkezetekkel, például poláris fonalakkal vagy csövekkel.
A Haplosporida spórái egymagvúak, egyik végükön nyílás van, melyet belső diafragma vagy fedő zár. A spórából való kikerülés után gazdája, általában tengeri puhatestű vagy gyűrűsféreg testében fejlődnek, de egyes fajok más csoportokat vagy édesvízi fajokat fertőznek. Trofikus állapota általában többmagvú. A Paramyxida tengeri gerinctelenek emésztőrendszerében fejlődik, és belső csírázással többsejtű spórákat képez.

## Történet
Első rendje az 1889-ben Haplosporida néven leírt Haplosporidia. Chatton 1920-ban írta le a Paradinidát az Acartia clausiból és Paracalanus parvusból kimutatott Paradinium és Atelodinium alapján, melyek közül utóbbi előbbi szinonimája lett. Ebben Dinozoa-fajokra összpontosított, és a Dinozoával rokon, de nem feltétlenül oda tartozó nemzetségekről is írt, valamint azok Syndinialesszel való hasonlóságait – melyek alapján rokonoknak tekintette – és különbségeit is leírta. 2009-ben Bass et al. kimutatták, hogy a Paradinium és a Pandalus platyceros egyik parazitája az ENDO–3 Endomyxa-csoport rokona.
Az Ascetosporeát 1979-ben írta le Sprague, majd meghatározását Thomas Cavalier-Smith egészítette ki 2009-ben. A Mikrocytidát 2014-ben írták le Hartikainen et al. a Haplosporidia testvércsoportjaként. Ez a kisspórásokhoz hasonlóan elvesztette ATP-szintázát, viszont jelentősen egyszerűsödött anyagcseréjében megtartotta a trehalóz anyagcseréjét.
A Marteilia refringenst 2018-ban Kerr et al. két fajra bontották 18S és 5,8S rRNS alapján: a korábban O-típusú csoport lett az új definíció szerinti M. refringens, míg a korábban M-típusnak nevezett csoportot új fajjá tették Marteilia pararefringens néven.
Žárský et al. 2023-ban a Mikrocytida viszonyát a többi Rhizaria-fajjal a kisspórások és a Holomycota kapcsolatához hasonlították: például mindkettő elvesztette mitokondriumát, mely mitoszómává redukált, mindkettő parazita.

## Morfológia
A Haplosporidia rendelkezik mitokondriummal, míg a Mikrocytos mackini mitokondriumeredetű sejtszervecskéi erősen egyszerűsödtek mitoszómákká, mely alapján anyagcseréje is jelentősen redukálódott. A Paramikrocytos a hagyományosaktól eltérő mitoszómákkal rendelkezik, ahol glikolízis és de novo foszfolipid-szintézis történhet.
A Haplosporidia Golgi-készülékei spóraállapotban szferuloszómákká egyszerűsödnek, csírázáskor visszaalakulnak.
A Paramyxida spórája kétsejtű, egy parietális sejttel és egy sporoplazmával, üreg nélkül. A Claustrosporidium sporoplazmája egymagvú, és haplosporoszómái vannak, a felszínén keletkező falon nincs üreg, és nincs operculuma és lingulája.
A Paradinium és a Pandalus platyceros parazitája nem rendelkeznek haplosporoszómával.
A planktonikus rákokat fertőző Ascetosporea-fajok más eukariótákhoz való morfológiai hasonlósága a jelentős mértékű konvergens evolúció eredménye.

## Ökológia
Gerinctelenek, például rákok vagy puhatestűek parazitái. A Hyperspora aquatica a rákokat fertőző Marteilia cochillia parazitája, és rák- és laposféreg-fertőző kisspórások közeli rokona.

## Életciklus
Spórái összetettek, egy- vagy többsejtűek egy vagy több sporoplazmával és poláris kapszulák vagy fonalak nélkül. A Paradiniida az Ascetosporea többi tagjával szemben két eltérő hosszú ostorú rajzófázissal és többmagvú plazmódiumos trofikus állapottal rendelkező rákparazita.
2019-ben derítették ki Lynch et al. a Haplosporidia teljes életciklusát: ennek során annak spóráiból a gazda emésztőrendszeréből a kötőszövetbe vagy az epitéliumba vándorló, ott idővel változó magszámú kisebb plazmódiumokká osztódó plazmódiummá egyesülő kis amőbák jelennek meg. A plazmódiumok a sejten kívül terjednek a szövetben, majd spórát képeznek, ennek kezdetén körülöttük sejtfal jön létre, így alkotva a sporontát.

## Fertőzés
A Paramikrocytos canceri juvenilis rákokban antennamirigy- és hólyaghipertrófiát okoz, emellett számos partközeli gerinctelenben is megtalálható, de rájuk gyakorolt hatása ismeretlen. Egymagvú sejtjei a gazda mitokondriumai körül vannak, míg plazmódiumai kis (500 pm) gömbölyű kétmembrános sejtszervecskékkel rendelkeznek, melyeket Hartikainen et al. 2014-ben ismeretlen funkciójú mitokondriumeredetű sejtszervecskékként írt le.
Inváziós mintája apoptotikus mimikrit tartalmazhat: a gazda fertőzött sejtjeiben apoptózis történik a gazda immunválasza nélkül. Az erősen fertőzött hemo- és nefrociták a fajok egysejtű állapotaival teltek.

## Genetika
2019-ben nem volt szekvenált genomja, csak 3 fajának (Bonamia ostrae, Minchinia chitonis, Mikrocytos mackini) volt ismert transzkriptomja, de ezek alapján a M. mackini a genetikailag legtávolabbi eukarióta ágnak bizonyult.

### Mikrocytida
A Paramikrocytos canceri genomja legalább 12,7 Mbp hosszú, és legalább 8201 feltehetően fehérjekódoló génje van. 298 LTR- és 1148 LINE-retrotranszpozonja, 8228 TIR-transzpozonja és 10 310 besorolatlan transzpozonja van, és nincs helitronja. 2023-ban szekvenálták a Mikrocytos mackinit, ennek genomja 49,7 Mbp hosszú, GC-tartalma 33,6%, feltehetően 14 372 fehérjekódoló gént tartalmaz. Jelentős intronhosszcsökkenés történt benne azok elvesztése nélkül, és több transzpozont is szerzett: 4228 LTR-, 1730 LINE-retrotranszpozonja, 8228 TIR-DNS-transzpozonja és 792 helitronja van, valamint 17 843 be nem sorolt transzpozonja.
Noha a kisspórásokhoz hasonlóan energiaparazita anyagcserére váltott a Mikrocytida, nincs egyértelmű ATP-transzporterként viselkedő fehérjéje, és – legalábbis a M. mackini és a P. canceri esetén – nincs ATP-szintáz vagy ezeknek megfelelő reakcióutak, például karbonsavciklus vagy β-oxidáció.

### Ortocsoportok
A Mikrocytos mackini génjei 3145 ortocsoport tagjai, míg a Paramikrocytos canceriéi 7050 ortocsoportba tartoznak.

## Jelentőség
Az 1960-as–1970-es években a Bonamia ostrae- és Marteilia refringens-járványok Európában jelentős, helyrehozhatatlan osztrigatermelés-csökkenést okoztak. Továbbá az evezőlábú rák gazdák nagyobb gerincteleneknek is átadhatják az Ascetosporea-fajokat.

## Kimutatás
A nagy sonkakagylót fertőző Haplosporidium pinnae nagy pontossággal kimutatható kvantitatív polimeráz-láncreakcióval.

## Fordítás
Ez a szócikk részben vagy egészben  az   Ascetosporea című angol Wikipédia-szócikk ezen változatának fordításán alapul.  Az eredeti cikk szerkesztőit annak laptörténete sorolja fel. Ez a jelzés csupán a megfogalmazás eredetét és a szerzői jogokat jelzi, nem szolgál a cikkben szereplő információk forrásmegjelöléseként.